# イタリア・ラテンアメリカ研究所
イタリア・ラテンアメリカ研究所（イタリア・ラテンアメリカけんきゅうじょ 伊: Istituto italo-latino americanoまたは伊: Organizzazione Internazionale Italo-Latino Americana または 伊: Instituto italo-latinoamericano）（頭字語: IILA）は、1966年設立のイタリアの政府間組織である。設立の地ローマに本拠を置き、文化、科学、開発協力の分野で活動する。外務省の協力機関として省に代わり、対象プロジェクトを実施する。
IILA加盟国はイタリアとラテンアメリカの対象20ヵ国で、内訳はアルゼンチン、ウルグアイ、エクアドル、エルサルバドル、キューバ、グアテマラ、コスタリカ、コロンビア、チリ、ドミニカ共和国、ニカラグア、ハイチ、パナマ、ブラジル、ベネズエラ、ペルー、ボリビア、ホンジュラス、メキシコ。1966年6月1日の国際条約署名をもって加盟国の批准を受け、研究所設立は1966年12月11日付で発効した。
IILAの設立趣旨は条約第1条の定義に従う。
- 文化、科学、経済、技術および社会分野における加盟国の問題、成果および展望に関する研究および文書化に取りかかり、調整する。
- この研究の成果と関連文書を加盟国に広める。
- さらに、これらの結果に照らし、上記の分野における交流、相互支援、共同または協調行動の具体的な可能性を特定する。

研究所の構成は次のとおり。
- 会長、補佐役として副会長3人
- 代議員評議会
- 実行委員会
- 事務総長

研究所の組織は次のとおり。
- 事務局
- 総局（調整と管理）
- 文化事務局
- 社会経済事務局
- 技術科学事務局
- 開発協力援助
- 研究出版センターと図書館

2007年12月6日には国連総会のオブザーバーの地位を認められた。
IILA本部はローマ市パイシエロ通り（via Paisiello）24番を拠点とする。

## 活動
イタリアとラテンアメリカを結ぶ協力分野が活動の主題である。この研究所はラテンアメリカに関与する政府間組織、機関、専門機関と協力しており、以下にその中心的な主題をあげる。
- イタリアおよび欧州連合とラテンアメリカ関係の文脈において、現下の最も興味深い問題を詳細に研究する。
- 加盟国が関与する開発協力の分野でイタリア外務省の支援を受けたプロジェクトを推進する。
- イタリアとラテンアメリカの間の経済、社会、科学、技術および文化協力の促進および強化を統制する。
- イタリアにおいてイベントを催し、ラテンアメリカに関する知識を促進する。
- 隔年で開催されるイタリア-全ラテンアメリカ会議など、テーマ別および学際的な国際会議を推進する。
  - ラテンアメリカに関する情報の普及に寄与するため研究出版センターの出版物発行と活動ならびに図書館の重要な書籍遺産の充実を図る。